# Westminster
Westminster é um distrito na Cidade de Westminster, na Região de Londres, na Inglaterra. Está situada na margem norte do rio Tâmisa, a sudoeste da Cidade de Londres e a um quilômetro a sudoeste de Charing Cross.
A região apresenta uma concentração marcante de pontos históricos e prestigiosos de Londres, incluindo o Palácio de Buckingham, a Abadia de Westminster e a maior parte do West End londrino.
Historicamente parte de Middlesex, o nome Westminster referia-se à área em torno da Abadia de Westminster (cujo nome significa "monastério do oeste", de West,  "oeste", e minster, do inglês antigo mynster, "monastério") que foi a sede do governo da Inglaterra (e, posteriormente, do Reino Unido) há mais de mil anos. 
o Grande Incêndio de Londres de 1666 ameaçou destruir o distrito de Westminster, o Palácio de Whitehall e alguns subúrbios, mas não chegou a destruí-los. Destruiu 13.200 casas, 87 igrejas, a Catedral de St. Paul e 44 prédios públicos. Entretanto, acredita-se que poucas pessoas morreram. 
Em Westminster também está localizado o Palácio de Westminster — reconstruído em meados do século XIX, após o incêndio de 1834 —, declarado Patrimônio da Humanidade pela UNESCO, e que atualmente abriga o Parlamento do Reino Unido.
Westminster é normalmente usado como metonímia para o governo do Parlamento do Reino Unido.